# Promontorio Lamadrid
El promontorio Lamadrid (en inglés: MacBride Head o Macbride Head) es un cabo que conforma uno de los puntos más al noreste de la isla Soledad y se ubica al norte de la península de San Luis en las Islas Malvinas. El monte Lamadrid se halla a muy poca distancia hacia el sur, tierra adentro. Hay una colonia de lobos marinos aquí.
Su nombre recuerda a Gregorio Aráoz de Lamadrid, militar argentino, guerrero de la Independencia Argentina, de las guerras civiles y líder del partido unitario. También fue gobernador de la provincia de Tucumán.
En inglés, toma su nombre del capitán John MacBride, que comandó el HMS Jason y el HMS Carcass.
El islote al norte de este accidente geográfico es uno de los puntos que determinan las líneas de base de la República Argentina, a partir de las cuales se miden los espacios marítimos que rodean al archipiélago.